# Panturichthys
Panturichthys är ett släkte av fiskar. Panturichthys ingår i familjen Heterenchelyidae.
Kladogram enligt Catalogue of Life:
| Panturichthys | \| \| Panturichthys fowleri \| \| \| \| \| \| Panturichthys isognathus \| \| \| \| \| \| Panturichthys longus \| \| \| \| \| \| Panturichthys mauritanicus \| \| \| \| |
|               | \| \| Panturichthys fowleri \| \| \| \| \| \| Panturichthys isognathus \| \| \| \| \| \| Panturichthys longus \| \| \| \| \| \| Panturichthys mauritanicus \| \| \| \| |
|               | Pythonichthys |
|               | |
|               | Panturichthys fowleri |
|               | |
|               | Panturichthys isognathus |
|               | |
|               | Panturichthys longus |
|               | |
|               | Panturichthys mauritanicus |
|               | |

|  | Panturichthys fowleri      |
|  |                            |
|  | Panturichthys isognathus   |
|  |                            |
|  | Panturichthys longus       |
|  |                            |
|  | Panturichthys mauritanicus |
|  |                            |